# Jens Carstens

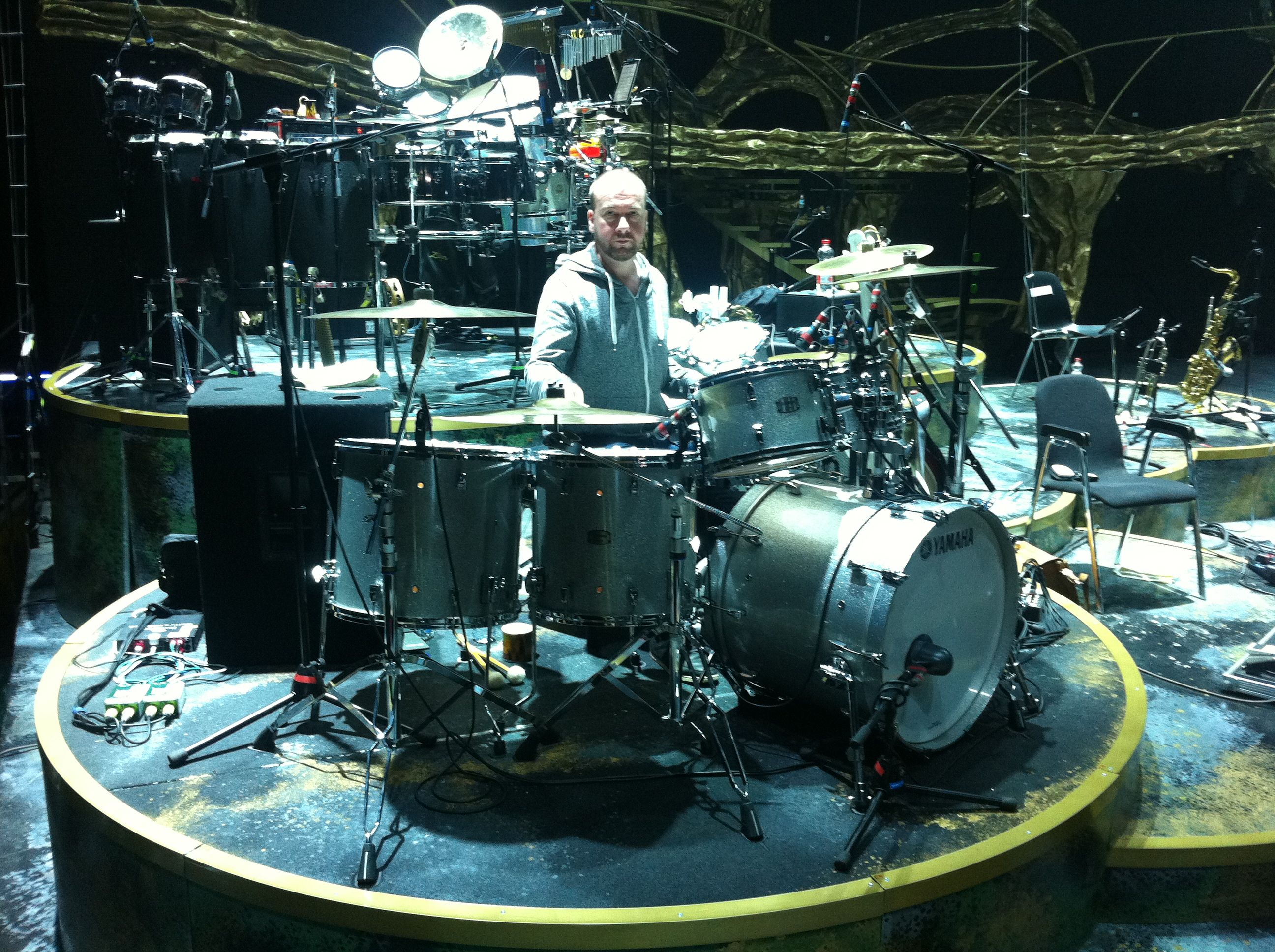
Jens Carstens an seinem Arbeitsplatz (Foto von 2014)

Jens Carstens (* 29. April 1971 in Radevormwald) ist ein deutscher Schlagzeuger, Komponist, Produzent und Kinderbuch-Autor.

## Leben
Mit sieben Jahren begann Jens Carstens das Schlagzeug- und Klavierspiel. An der Hochschule für Musik und Theater Hamburg besuchte er den Studiengang Popularmusik. Carstens gründete mit dem Gitarristen Jörg Sander und anderen Freunden 1991 die Band Public Park, deren Produzent Franz Plasa gewesen ist, und war ab 1994 bei Sony-Musik unter Vertrag. Von 1992 bis 2000 spielte er in seiner Band Disco, die zu Yellowide umbenannt wurde.
Carstens ist als Schlagzeuger, Komponist und Produzent von Rock- und Pop-Musik aktiv. So hat er für a-ha, Rolf Zuckowski, Rosenstolz, Udo Lindenberg, Heinz Rudolf Kunze (seit 2002, gemeinsam mit Jörg Sander und Leo Schmidthals), Michy Reincke (seit 1994), Selig, Helene Fischer, Patricia Kaas, Kira, Lukas Hilbert, Ten Tenors, Howard Carpendale, Tony Christie und Roger Whittaker gearbeitet.
Mit „Quentin Qualle. Die Muräne hat Migräne“ hat Carstens im Juni 2014 zusammen mit Heinz Rudolf Kunze als Kinderbuch-Autor debütiert; er ist auch am gleichnamigen Hörspiel als Ko-Produzent und Komponist beteiligt. Im Januar 2015 erschien Band 2 „Quentin Qualle. Rock am Riff“ – der Buchtext, die Liedkompositionen auf der beiliegenden CD und deren Produktion stammen von Jens Carstens. Im Sommer 2015 folgte Band 3 „Quentin Qualle - Halligalli bei Zirkus Koralli“ wieder mit Lieder-CD (5 Titel).

## Veröffentlichungen

### Als Musiker
als Album- und/oder Tour-Schlagzeuger für folgende Künstler
- Udo Lindenberg (Album „Und ewig rauscht die Linde“)
- a-ha (Comeback-Album, alle Singles)
- Patricia Kaas („Herz eines Boxers“)
- Tony Christie – Live
- Selig („Ohne Dich“, „Sie hat geschrien“, „Wenn ich wollte“)
- Jan Plewka (Album „Zuhause da war ich schon“)
- Heinz Rudolf Kunze (diverse Alben seit 2002)
- Michy Reincke (diverse Alben)
- Rolf Zuckowski (diverse Alben)
- Ten Tenors (diverse Titel)
- Howard Carpendale (diverse Titel)
- Rosenstolz (diverse Alben sowie Hits „Liebe ist Alles“ und „Ich bin Ich“)

Als Tour-Musiker (besondere Projekte)
- 2002 bis 2009 bei „Rosenstolz“
- seit 2002 bei Heinz Rudolf Kunze – aktuell (Januar und Februar 2019) auf dessen Deutschland-Tour „Schöne Grüße vom Schicksal“ mit insgesamt 18 Konzerten[7]
- Heinz Rudolf Kunze "Können vor Lachen" Tour 2024
- seit 2010 Helene Fischer, auch bei deren Stadion-Tour 2015, 2018
- seit 2023 Schlagzeuger bei Vicky Leandros Tour "Ich liebe das Leben"
- seit 2023 Schlagzeuger bei Nicole Tourneen "Ich bin zurück" und "Carpe Diem"

### Als Komponist
Für Heinz Rudolf Kunze
- „Hallo Himmel“
- „Das Glück auf Deiner Seite“
- „Susanne es ist aus“
- „Unbeliebt“
- „Einmal noch und immer wieder“
- „Das Paradies ist hier“
- „Mund-zu-Mund-Beatmung“
- „Raus auf die Straße“
- „Ich sag’s dir gerne tausendmal“
- „Schieß“
- „Luft nach oben“
- "Leuchtturm"

Für Nicole (ab 2019) zu Texten von Heinz Rudolf Kunze
- „50 ist das neue 25“
- „Alle Menschen sind besonders“
- „Sag nicht alles“
- „Der Maharadscha“
- „Eine richtige Frau“
- „Können wir nicht Fremde bleiben?“
- „Gerne am Leben“[8]
- "Ich bin zurück"
- Ich liebe dich wie Feuer"

Für Jan Sievers
- diverse Co-Kompositionen
Für Deutschland sucht den Superstar/Staffel 15
- „So wie wir war'n“ – Finalsong von Michael Rauscher[9]

Für verschiedene Künstler und Projekte
- „Einfach mal nicht tun“ – Truck Stop
- „Sie liebt Dich“ – Alexander Klaws
- „Quentin Qualle“ Songs/Musik
- Score-Musik für Amazon-Prime-Serie "Last Exit Schinkenstrasse"

### Als Produzent
- Co-Produzent vom Album Jan Sievers „Abgeliebt“
- Co-Produzent vom Heinz-Rudolf-Kunze-Album „Stein vom Herzen“
- Co-Produzent vom Heinz-Rudolf-Kunze-Album „Deutschland“
- Co-Produzent von Album Nicole "Ich bin zurück"
- Co-Produzent von Album Nicole "Carpe Diem"

### Als Autor
- Heinz Rudolf Kunze und Jens Carstens: Quentin Qualle. Die Muräne hat Migräne. Kinderbuch mit Lieder-CD (4 Titel), illustriert von Julia Ginsbach. Bindlach 2014, ISBN 978-3-7855-8038-7[10] – zusätzlich als gleichnamiges Hörbuch (CD) mit erweitertem Inhalt erschienen, veröffentlicht bei edel kids, EAN 4029759094890[11]
- Heinz Rudolf Kunze und Jens Carstens: Quentin Qualle – Rock am Riff. Kinderbuch mit Lieder-CD (5 Titel), illustriert von Julia Ginsbach. Loewe Verlag, Bindlach 2015, ISBN 978-3-7855-8039-4[12]
- Heinz Rudolf Kunze und Jens Carstens: Quentin Qualle – Halligalli bei Zirkus Koralli. Kinderbuch mit Lieder-CD (5 Titel), illustriert von Julia Ginsbach. Loewe Verlag, Bindlach 2015, ISBN 978-3-7855-8180-3[13]
- Im Sommer 2015 folgte Band 3 „Quentin Qualle - Halligalli bei Zirkus Koralli“ wieder mit Lieder-CD (5 Titel).[14]

## Privat
Jens Carstens lebt mit Frau und Tochter in Wedel (Schleswig-Holstein) bei Hamburg.